# نیروگاه هسته‌ای سن-لوران
نیروگاه هسته‌ای سن-لوران (به فرانسوی: Centrale nucléaire de Saint-Laurent-des-Eaux) یک نیروگاه هسته‌ای در فرانسه است که در Saint-Laurent-Nouan واقع شده‌است.